# USS Badoeng Strait (CVE-116)
USS Badoeng Strait (CVE-116) – lotniskowiec eskortowy typu Commencement Bay, który służył w United States Navy podczas wojny koreańskiej.
Został nazwany od cieśniny Badung, leżącej pomiędzy indonezyjskimi wyspami Bali i Nusa Besar, na wodach której odbyła się bitwa pomiędzy morskimi siłami japońskimi i amerykańsko-holenderskimi.
Okręt nosił pierwotnie nazwę „San Alberto Bay”, ale została ona zmieniona 6 listopada 1943. Został zwodowany 15 lutego 1945 w stoczni Todd-Pacific Shipyards, Inc. w Tacoma, matką chrzestną była pani T. H. Binford, żona komandora Binforda. Lotniskowiec wszedł do służby 14 listopada 1945, z komandorem Thomasem A. Turnerem Jr. jako dowódcą. Został przydzielony do Floty Pacyfiku.
„Badoeng Strait” operował z San Diego do marca 1946, kiedy odbył krótki rejs na Hawaje. 20 kwietnia 1946 został wycofany ze służby. Ponownie wszedł do służby 6 stycznia 1947.
Pomiędzy lutym 1947 a czerwcem 1950 „Badoeng Strait” operował na Pacyfiku, testując nowe uzbrojenie przeciwpodwodne, szkoląc załogę i uczestnicząc w kilku ćwiczeniach w zwalczaniu okrętów podwodnych. W różnych okresach służył jako okręt flagowy 15. i 17. Dywizji Lotniskowców.
Od lipca 1950 do lutego 1953 lotniskowiec odbył trzy tury bojowe w Korei (29 lipca 1950 – 23 stycznia 1951, 2 października 1951 – 14 lutego 1952, 6 października 1952 – 11 lutego 1953) jako część FT 95 i 77. Operował wtedy jako okręt ZOP i jako część sił blokadowo-eskortujących. Jego samoloty zapewniały ważne wsparcie sił lądowych podczas początkowego okresu walk, szczególnie w czasie obrony perymetru Pusan (6 sierpnia – 12 września 1950), lądowania w Inchon (15 września 1950) i ewakuacji z Hungnam (9–24 grudnia 1950).
Po podpisaniu rozejmu okręt przeszedł modernizację (kwiecień – wrzesień 1953), a następnie podjął ponownie intensywne testowanie nowych systemów bojowych: samolotów i helikopterów, których głównym zadaniem było zwalczanie okrętów podwodnych. Uczestniczył w różnych manewrach przeprowadzanych przez Flotę Pacyfiku i prowadził intensywne ćwiczenia ze szturmowymi helikopterami marines. Odbył kolejną turę na Dalekim Wschodzie i uczestniczył w operacji Redwing, na poligonie Pacific Proving Grounds w okresie od lutego do lipca 1956.
14 stycznia 1957 „Badoeng Strait” udał się do Bremerton na dezaktywację. Został wycofany ze służby i umieszczony w rezerwie 17 maja 1957, a złomowany w 1972. Tuż przed złomowaniem na jego pokładzie kręcono finalne sceny filmu pt. Siła Magnum z Clintem Eastwoodem w roli głównej.
USS „Badoeng Strait” (CVE-116) otrzymał pochwałę Navy Unit Commendation i sześć odznaczeń battle star za służbę w czasie wojny koreańskiej.
Do 2005 roku żaden inny okręt amerykański nie nosił nazwy „Badoeng Strait”.